# Mosche Scharet

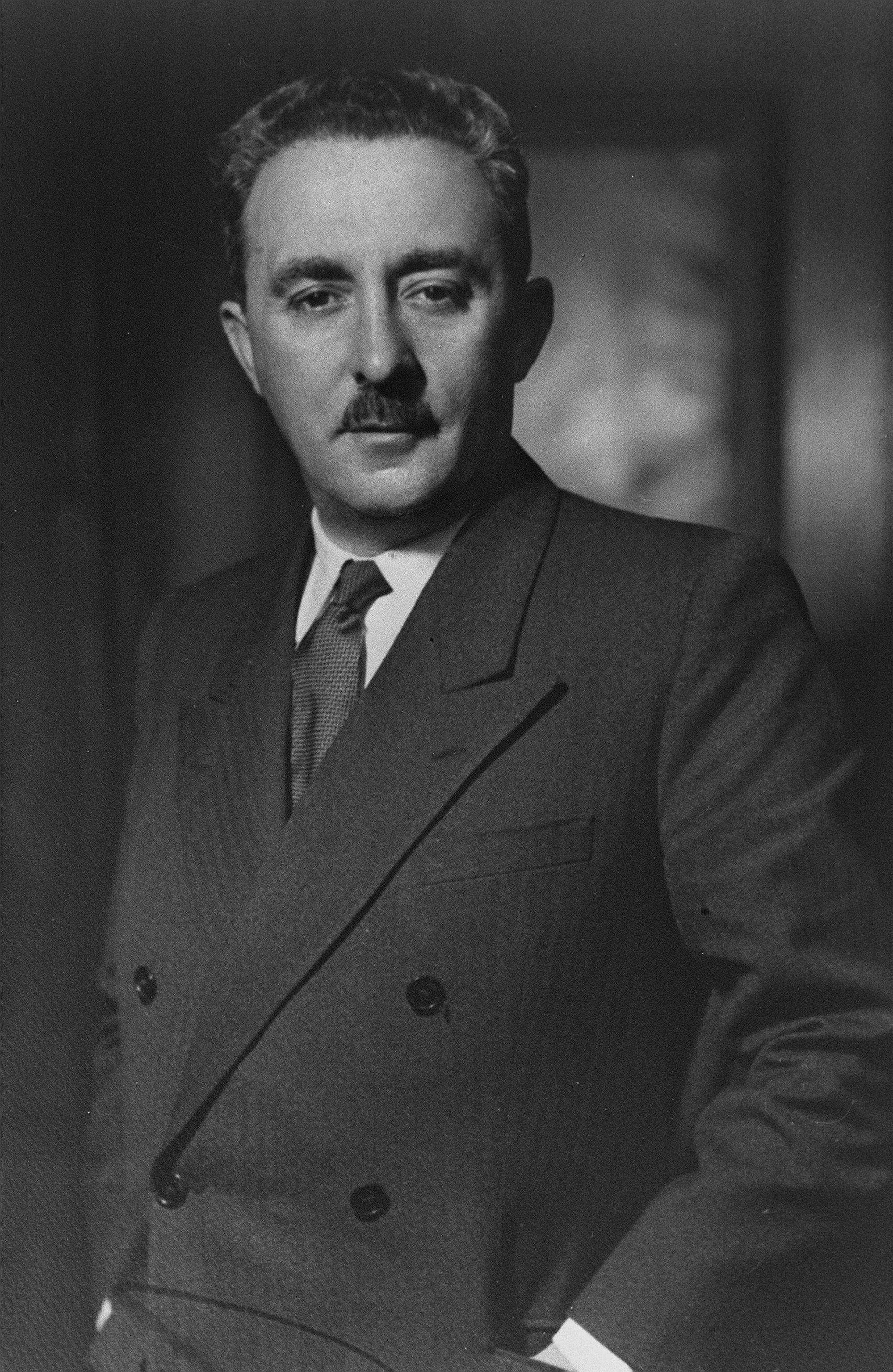
Mosche Scharet (1952)

Mosche Scharet (hebräisch משה שרת; geboren am 15. Oktober 1894 in Cherson, Russisches Reich, heute Ukraine, als Mosche Tschertok (russisch Моше Черток), nach 1910 vereinfacht zu Schertok (hebräisch שרתוק); gestorben am 7. Juli 1965 in Jerusalem) war ein israelischer Politiker. Zwischen zwei Amtszeiten von David Ben-Gurion war Scharet zwischen 1953 und 1955 der zweite Ministerpräsident Israels und bis zu seinem Rücktritt 1956 der erste israelische Außenminister.

## Leben

### 1894–1918: Ukraine, Einwanderung nach Eretz Israel, Soldat im deutsch-türkischen Heer
Scharet wurde in der Ukraine geboren, die damals Teil des Russischen Reiches war. Seine Familie emigrierte 1906 nach Palästina. Dort gehörte sie 1908 zu den Mitbegründern der Stadt Tel Aviv. Mosche Scharet war in der ersten Abschlussklasse des ersten hebräischen Gymnasiums des Landes (dem Herzliya-Gymnasium). Er sprach fließend Arabisch und Türkisch, studierte Rechtswissenschaften in Istanbul. Scharet meldete sich 1916 zum Dienst im deutsch-türkischen Heer und diente an der Mazedonienfront und an der Palästinafront. Nach dem Besuch von Stabslehrgängen war er dem Kommando von Oberstleutnant Rudolf Schierholz zugeordnet und dessen persönlicher Dolmetscher in Mazedonien. Schierholz hatte zusammen mit General Liman von Sanders die Verteidigungsstellungen auf den Dardanellen auf- und ausgebaut und dort 1915/16 als Kommandeur einer türkischen Division einen Invasionsversuch der Entente erfolgreich zurückgeschlagen. Schierholz und sein Stab (darunter Scharet) wurden zunächst in Mazedonien und ab 1916 im späteren Transjordanien eingesetzt, wo sie die Hejazbahn gegen Angriffe der von T. E. Lawrence angeführten arabischen Freischärler verteidigten. Schierholz starb am 8. Dezember 1917 in Maʿan, wo die Einheit stationiert war, an der Ruhr. Scharet diente noch bis zum Waffenstillstand Ende 1918, den er im syrischen Aleppo erlebte, in der türkischen Armee und wurde für seinen Einsatz mit dem Eisernen Kreuz und der osmanischen Verdienstmedaille dekoriert.

### 1918–1948: Britische Mandatszeit: Gewerkschaftsfunktionär und politischer Organisator
Nach dem Krieg, vor allem im Jahre 1920, war Scharet der durch die Versammlung der Repräsentanten beauftragte Assistent von Jehoschua Hankin bei den Landkäufen für jüdische Siedler in Galiläa. 1922 heiratete er Zipporah Meyeroff (hebräisch צפורה מאירוב; auch Meʾirov; 1896–1973), mit der er im Laufe der Jahre drei Kinder hatte. Im selben Jahr nahm er ein Wirtschaftsstudium an der London School of Economics and Political Science auf.
Nachdem er 1925 aus England zurückgekommen war, gelangte Scharet zu einer Anstellung als stellvertretender Herausgeber von Davar, der Tageszeitung der sich gründenden Gewerkschaft Histadrut. Im Jahre 1931 wurde er Sekretär der politischen Abteilung der Jewish Agency und 1933 schließlich ihr Chef. Er hatte damit die zweitwichtigste Position hinter David Ben-Gurion inne. Zwischen 1933 und 1948 leitete er die Verhandlungen zwischen den Zionisten sowie der britischen Mandatsverwaltung und fungierte gewissermaßen als der Botschafter des noch nicht gegründeten Staates Israel. Er war mitverantwortlich für Strategien wie die Einrichtung einer jüdischen Brigade in der britischen Armee (siehe auch Palmach) und er unterstützte die illegale Einwanderung trotz der Restriktionen des Weißbuchs von 1939. Zudem trieb er den Bau der Turm-und-Palisaden-Siedlungen voran. Zusammen mit anderen führenden Persönlichkeiten der Jewish Agency und des Jischuw wurde Scharet 1947 zwischenzeitlich von den Briten inhaftiert.

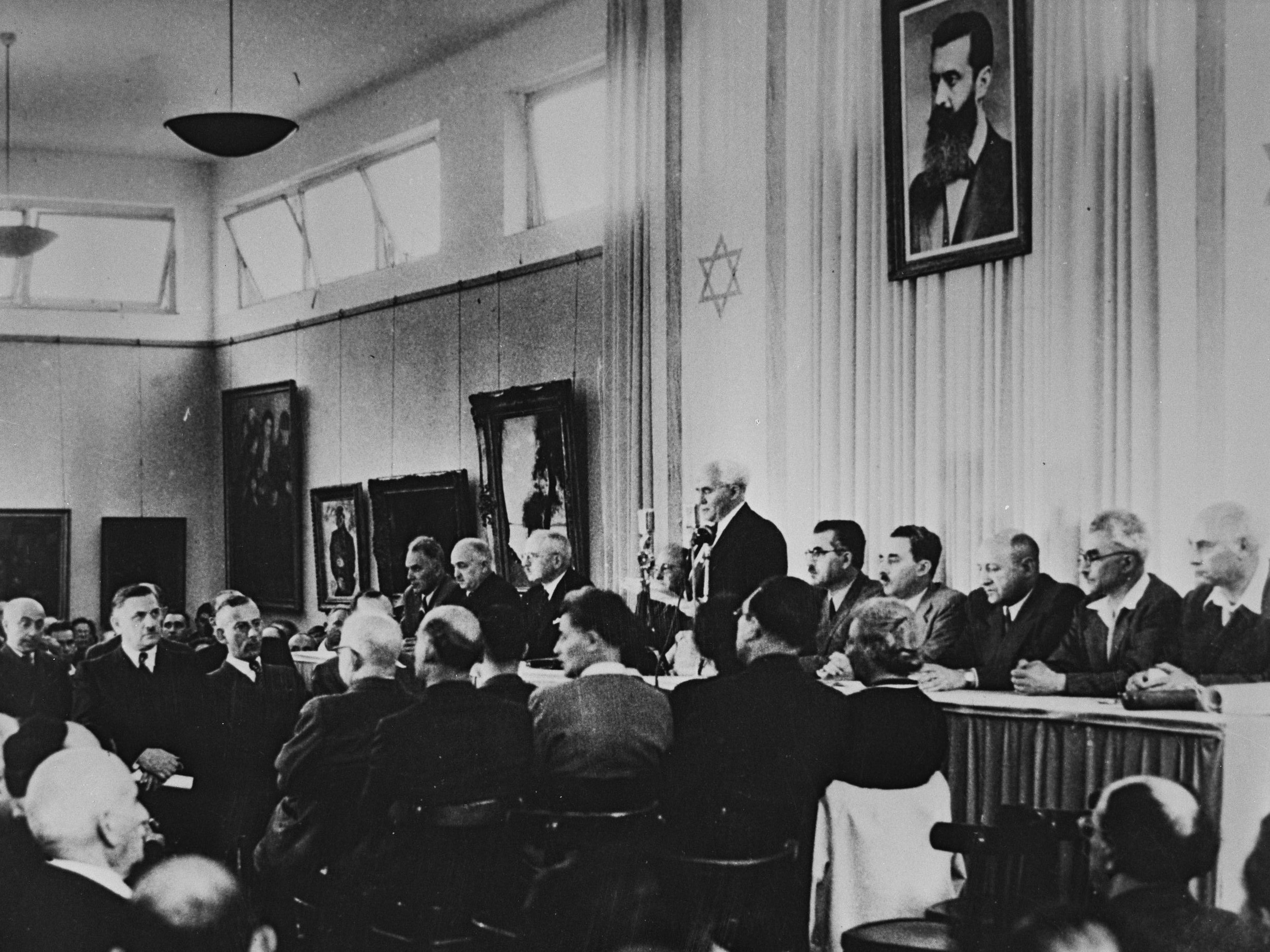
Scharet am 14. Mai in Tel Aviv bei der Unabhängigkeitserklärung des Staates Israel (2. rechts vom stehenden Ben Gurion)

### Israel 1948–1965: Außenminister, Ministerpräsident, Vorsitzender der „Jewish Agency“
Nach der Staatsgründung änderte er seinen Namen von Schertok in Scharet und wurde zum ersten Außenminister des neu gegründeten Staates ernannt. In seine Amtszeit fielen die Waffenstillstandsabkommen von 1949 mit Ägypten, Jordanien, Irak, Syrien und dem Libanon, das den Israelischen Unabhängigkeitskrieg beendete, und das Luxemburger Abkommen, das Scharet im September 1952 gemeinsam mit Bundeskanzler Konrad Adenauer als ersten Schritt der deutschen Wiedergutmachungspolitik unterzeichnete.
Nach dem Rücktritt von Ben-Gurion übernahm Scharet am 7. Dezember 1953 das Amt des Ministerpräsidenten. Er fuhr einen sehr gemäßigten Kurs und setzte sich für diplomatische Verhandlungen mit den Nachbarstaaten ein. Dabei geriet er in einen Konflikt mit Ben-Gurion, der mithilfe von Verhandlungen über – später tatsächlich erfolgte – deutsche Waffenlieferungen die Friedensverhandlungen zwischen Scharet und Ägyptens Präsident Nasser sabotierte. Ben-Gurion strebte Bündnisse mit Staaten außerhalb des arabischen Raums an (Türkei, Iran), lehnte aber Verhandlungen und Kompromisse mit arabischen Nachbarstaaten einschließlich des damals unter Präsident Camille Chamoun und dem Philosophen Charles Malik als Außenminister eng mit den Vereinigten Staaten verbündeten Libanon (dessen Zerschlagung Ben-Gurion durch Unterstützung maronitischer Separatisten herbeiführen wollte, um einen christlichen Verbündeten im Norden zu erhalten) strikt ab. Er setzte stattdessen auf eine Linie der Durchsetzung israelischer Interessen mit militärischer Gewalt bei strikter Ablehnung diplomatischer Kompromisse. Golda Meir, Jitzchak Rabin und Schimon Peres verfolgten seitdem konsequent diese Strategie Ben-Gurions, nicht nur gegenüber muslimischen Nachbarstaaten, sondern auch gegenüber dem Libanon. Nach knapp zwei Jahren im Amt wurde Scharet am 2. November 1955 wieder von Ben-Gurion abgelöst. Über die Auseinandersetzungen zwischen Scharet und Ben-Gurion erfährt man Näheres in den inzwischen auch auf Deutsch (s. u.) erschienenen Tagebuchaufzeichnungen von Moshe Scharet, die sein Sohn Yaʿacov 1983 in Israel publiziert hat.

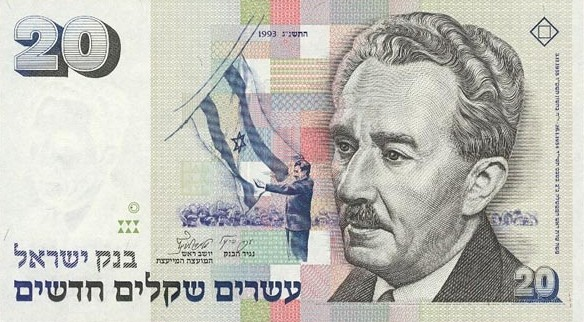
Mosche Scharet auf einem Schekel-Schein aus dem Jahr 1993

Scharet diente noch bis 1956 als Außenminister, wurde aber in der Phase vor dem Nahostkrieg 1956 durch die weniger kompromissbereite Golda Meʾir ersetzt. Danach übernahm Scharet den Vorsitz der Jewish Agency, den er bis 1960 innehatte.

## Schriften
- Bi-Schaʿar haʾUmmut 1946–1949 (An der Schwelle zur Staatlichkeit, 1946–1949). Am Oved, Tel Aviv 1958 (hebräisch)